# Minchanbaby
Minchanbaby（みんちゃんべいびー）は、日本のラッパー・音楽家。ヒップホップグループ・韻踏合組合の元メンバー。2000年〜2004年に同グループでMINT（ILL MINT）として活動した後、ソロに転向。2017年9月からMinchanbabyに改名。

## 概要
ソロ活動開始後は、インターネット上での作品発表を活動のメインとしている。当時名の知れたラッパーがネットを主戦場にすることは珍しく、韻踏合組合を発掘した人物の一人である音楽評論家・磯部涼は、MINTのスタイルをラッパーのローカリズム（地域主義）と対比し「ベッドルームイズム」と評した。
特定の音楽に入れ込まず、あらゆるジャンルの音楽にクレバーに取り組む姿勢が特徴の一つ。MINTとして一度引退した際には、磯部涼から「とにかく批評的なラッパーだった」と評価されている。
女性アーティストやアイドルとの共演が多いことも特徴。BELLRING少女ハート、ICE CREAM SUICIDE、CY8ERの元メンバーとして知られる、モデル・歌手・アイドルの藤城アンナや、同じくCY8ERの元メンバーである女性ラッパーのSHACHI（ましろ）、『ぱちぱちコズミックコンピューター！』のcyber milkちゃんなどと共演している。
諦観や自殺願望などをブラックユーモアに昇華させる毒のある独特の世界観は、音楽ライターの出嶌孝次から「毒特」と表現されている。自身も「鬱以上躁未満」と語っており、リスナーからの「メンヘラ的」という評価に対しては、自殺等には反対しつつ「自分の素直な気持ちをラップした部分を評価してもらっている」と、肯定的に受け入れている。
2024年6月、Minchanbabyとしての引退を発表。今後も歌詞提供などの楽曲制作、プロデュースやA＆Rなどの業務、トークイベントなどの仕事で音楽と関わっていくという。12月6日、活動終了の内幕を追ったドキュメンタリーが『背景HIPHOP』で公開された。

## 経歴

### 韻踏合組合時代（2000年～2004年）
韻踏合組合の前身となったクルーであるDBC（道頓堀ブリッジコネクション）にILL MINTとして加入し、それを契機として韻踏合組合の一員となる。ラップをはじめた理由としては、2002年9月のインタビューにおいて「韻を踏んで歌えば何を言ってもええんちゃうっていうアートフォームから入って」と述べている。グループ在籍時代は独自のライミングセンスにより、メディアから「NERDな妄想RAPマシーン」とも評されている。
グループとしては、当時国内随一のHIPHOP専門誌だった『blast』から生まれたアルバム『Homebrewer's Vol.1』への参加により、全国のHIPHOPシーンにおける知名度を一躍高めた。このアルバムは16曲中3曲が韻踏合組合の曲だが、そのうちの1曲としてILL MINTのソロ曲『オラ知らねぇ』が収録されている。ILL MINTは同曲について、「ネリーが流行ってたから訛って言ってみた」とコメントしている。グループ初の未発表音源集『Volume.0』には「スタイリスト3」「MCM氏」(ソロ）の2曲で参加。1stアルバム『クリティカルイレブン』では2曲のソロを含む計4曲で参加している。『blast』では、同盤「ヤットデタマン」のILL MINTのバースである「ヤットデタマン/コーヒー/ライター」をつボイノリオの作風に例えながら、「言葉遊びに徹する」姿勢は彼のみならず、韻踏合組合全体の大きな特徴であると論じている。
2ndアルバム『ジャンガル』では4曲に参加。ソロ曲である「生理的に大好き」は特に高く評価され、ニッポン放送『Creepy Nutsのオールナイトニッポン０』でも、R-指定が2019年6月4日のオンエア曲にチョイス。MINTの作詞とライミングの能力を高く評価した。『blast』のインタビューにおいては「前作までの作風を覆すような曲になっていて、かなり驚くリスナーも多いと思う」と評価されており、MINTは「よく考えて作った結果」「韻をふみまくって、そうすることによってインパクトを与えるというのは、もういいかなと思ったんです」と語っている。
2枚のアルバムと2枚のシングルのリリースを経て、2004年にグループを脱退した。神戸在住のMINTはアメリカ村を拠点とする韻踏合組合のライブにも参加しないことが多く、2017年12月のインタビューにおいては脱退の理由として、「韻踏の皆もラップに対する気持ちを持っていたので加入したわけですけど、自分は新しいものが好きなので、徐々に距離が出来ていったという感じです」と答えている。

### MINT時代（2004年～2016年）
2007年8月、初のソロアルバム『after school makin' love』をリリース。韻踏合組合メンバーの遊戯や元メンバーのAMIDA、I-DeAらが参加した。ライターの韻踏み夫は同盤を「恐るべき完成度とトレンド感とオリジナリティを備えた、唯一無二の怪作として知られる」と評価し、2000年代にサウス・ヒップホップが日本に紹介されてから、KOHHらによってトラップが活発になるまでの間のミッシング・リンクを埋める作品であると位置づけている。また、「女子学生への妄想という、ゼロ年代オタク的なトピック」という本作のテーマがさほど「嫌な感じ」のものとなっていない理由として、「語りの丁寧さによって自らの欲望を分析的に相対化する視点」があること、「MINT自身、ヒップホップのマチズモから距離をとったラッパーであること」を挙げている。
この時期よりMINTはインターネット上で楽曲リリースを行うようになった。MINTは2012年のインタビューにおいて、その理由を「前作で正規盤を出すことの大変さも経験したし、そんな売れなかったし、もともとクラブは好きぢゃないし、ヒト付き合いもめんどくさいし……そんな自分にはピッタリだったんですよね」と語っている。2012年4月、2枚目のアルバム『ミンちゃん』をリリース。アフリカ系の日米ハーフラッパー・Cherry Brownが、Lil'諭吉とYuuyu Aenslandという2つ名義を使い分けて全曲のプロデュースを担当している。Cherry BrownらはMINTいわく「『ネットでフリーミクステを出してる界隈』みたいなシーン」の一員であり、「自分はあの流れがあって、そこに何か新しい居場所みたいなものが出来ると思ったんですよ」と語っているが、『ミンちゃん』のリリース時にはすでに「意外とみんな元いた場所に帰っていった」と述懐している。
2013年12月にリリースされたCherry Brownのアルバム『Escapism(エスケーピズム)』には『よりどりみどりー＋ feat.MINT』で参加。Cherry Brownはナタリーのインタビューに対して、MINTとの出会いやアイドル・アニメ好きという二人の共通点について語っている。
2014年5月にリリースされた呂布カルマのアルバム『The Cool Core』では『キリアレヘン feat.MINT』で参加。音楽評論家・一ノ木裕之は『タワーレコード 2014年5月25日発行号』の中で、同アルバムの15曲中3曲をピックアップして紹介。そのうちの1曲に『キリアレヘン』を挙げ「客演のMINTが性癖丸出しにかき乱す」と、その個性の強さを高く評価した。2015年3月にリリースされたHIPHOP業界の名物A&Rと評された・佐藤将のトリビュート・アルバム『-Tribute to Sho Sato- "SHO MUST GO ON"』にMINTとして、楽曲『MINT神戸』で参加している。
2016年2月にMINTとしての引退を宣言。一時活動を休止した。

### Minchanbaby時代（2017年〜2024年）
2017年9月、MINTからMinchanbabyに改名し、3枚目のアルバム『たぶん絶対』をリリース。「諦観や自殺願望すらもエグいユーモアに昇華する"毒特"の世界観」として、メディアから評価された。また、収録された10曲のタイプが全て異なる音楽性の幅の広さも評価されている。改名の理由については「MINTって名前がダサいとは思ってたんですよね。飽きてたし、短いんでイントロとかアウトロとかで言いづらくて。あと、検索の時に引っかかりすぎる」と述べており、当時より愛称として用いられていた「Minchanbaby」を新しいMCネームにすることにしたという。2017年11月、呂布カルマをゲストに迎えたトーク・ライヴ「Minchanbaby×呂布カルマ　たぶん絶対NGなしトークライブ」を開催。2018年5月、呂布カルマのアルバム『SUPER SALT』リリース記念のトークイベントにも、女性ラッパーのSHACHIとともにゲスト出演した。
2018年6月、トラックメイカーのCRYPTとTREETIMEのプロデュースにより「L'Arc」と「バイバイ」の2曲をリリース。重量のあるダークなビートにMinchanbabyが乗せる、シリアスながらも軽妙なラップが特徴となっている。
2018年11月、EP『都会にまつわるエトセトラ』をリリース。全曲をMitch Mitchelsonがプロデュースし、フィメールラッパーのSHACHIも参加した。
2019年11月にはEP『Kylie』をリリース。MVの監督はy4createのryuichi sawadaが務めた。
2020年12月〜2022年8月にかけて、SUSHIBOYS、Jinmenusagi、4s4kiなど、多数のアーティストに楽曲を提供しているRhymeTubeとの、5回に渡るコラボ企画を実現。2020年のインタビューにおいては、コロナウイルスのパンデミックについて「この情勢下で、アーティスト全員が根本的に問われたと思うんです。「お前は何がしたいのか？何をする人なの？」って」と語っており、「そんな中で『俺はラッパーで、曲を作る人なんだ』という答えを持った」MINTは、シングルを中心に活発なリリースをおこなうようにしたという。
2020年12月の第1弾「Our Song feat. Gokou Kuyt」ではHIPHOPアーティスト・Gokou Kuyt（ゴコウカイト）が客演。MVはイラストレーターのPELL（ペル）と矢野雄木監督が手掛けている。2021年4月の第2弾「Yeah feat. FARMHOUSE」ではSUSHIBOYSのラッパー・ファームハウスが客演。MVはNEO YOSHIKAWAがディレクションし、フォトアニメーションで構成された作品となっている。2021年8月の第3弾「Bonus Stage」では、女性ラッパーのSHACHI（元CY8ER・ましろ）が客演。アフガンRAYが監督を務めたMVは、ファミコン時代のレトロなゲーム画面をモチーフとした映像となっている。SHACHIは楽曲について「子供みたいなわがままな気持ちも、素直な気持ちも忘れずにいたいという気持ちをリリックに落とし込んだ」とコメントしている。2021年12月の第4弾「羽（feat. Kvi Baba)」では、ラッパー・シンガーソングライターのKvi Babaが客演。2022年8月の第5弾「ねてもさめても Feat. Jinmenusagi」は、EP『知ってた』のリリースと同時に発表。AIやDAOKOなどと共演しているJinmenusagiを客演に招き、MVには藤城アンナが出演した。4枚シングルをリリースした後、5枚目のシングルとともにEP『知ってた』をリリースした。
2021年7月、CY8ERの元メンバーである藤城アンナとの共作で「やる夫とやる子」リリース。同年1月の武道館公演におけるCY8ER解散後の、藤城の新たな活動を宣言する作品となった。2021年7月、プロデューサー・hirihiriとのコラボ曲「TAKAHASHI」をリリース。楽曲のアカペラデータがリミックス用に無料配布され、非営利目的に限り自由なリミックスを許可した。2022年10月「ラッパーによるロックなアプローチ」をコンセプトとしたEP『FALL OUT GIRL』をリリース。タイトル曲の「FALL OUT GIRL」のミュージックビデオは田竜一が監督を務め、『ぱちぱちコズミックコンピューター！』のcyber milkちゃんをはじめとする、50人の少女が参加する演出も注目を集めた。2023年11月、姫路を拠点とするフィメールラッパー・vio moonとのコラボシングル「姫路上空いらっしゃいませ」をリリース。過去のコラボ曲『luzzy』の続編といえる仕上がりになった。2023年12月、cyber milkちゃんを客演に招いたEP『青春』をリリース。本作ではHyperpop、Jersey Club、dariacoreなどのダンスミュージックを積極的に取り入れている。2024年6月、Misaki Hinataのシングル「Rainbow Flow feat. Minchanbaby」に客演で参加。
2024年3月にラッパーとしての活動停止を宣言した。『FNMNL』での2024年10月のインタビューによれば、コロナウイルス流行中の積極的な楽曲リリースが、「評価されないし繋がっていかなかった」ことが大きな理由であったといい、その後もラッパー以外のかたちで音楽には関わり続けていくと語った。

## 人物
一時期、活動予定にPerfumeの観覧予定も記載していたほどのアイドルファンとして知られる。タワーレコードによるインタビューではでんぱ組.inc、SUPER☆GiRLS、LinQ（リンク）、BABYMETAL、さくら学院、などの楽曲を高く評価している。
女性アーティスト・アイドルとの共演が多い理由について「子供時代や学生時代から、男子より女子と遊ぶことの方が多かった」と語っている。2024年10月のインタビューでは、現在気になるアーティストとしてGOKURAKU SSS、$ugarplanet、Godzilla Eastなどを挙げている。
痩せ型の体型を周囲から指摘されることが多く、太っても痩せても指摘される風潮を、楽曲『肉喰え肉』で風刺している。

## ディスコグラフィ

### シングル
| 枚数 | 発売日     | タイトル                             |
| ---- | ---------- | ------------------------------------ |
| 1    | 2020/12/25 | Our Song feat. Gokou Kuyt            |
| 2    | 2021/04/02 | Yeah feat. FARMHOUSE                 |
| 3    | 2021/07/17 | やる夫とやる子（藤城アンナとの共作） |
| 4    | 2021/07/23 | TAKAHASHI                            |
| 5    | 2021/08/18 | Bonus Stage (feat. SHACHI)           |
| 6    | 2021/12/24 | 羽（feat. Kvi Baba)                  |
| 7    | 2023/11/24 | 姫路上空いらっしゃいませ             |

### EP
| 枚数 | 発売日     | タイトル                 |
| ---- | ---------- | ------------------------ |
| 1    | 2018/11/24 | 都会にまつわるエトセトラ |
| 2    | 2019/10/23 | Threesome                |
| 3    | 2019/11/15 | Kylie                    |
| 4    | 2022/08/02 | 知ってた                 |
| 5    | 2022/10/12 | FALL OUT GIRL            |
| 6    | 2023/12/22 | 青春                     |

### アルバム
| 枚数 | 発売日     | タイトル                 |
| ---- | ---------- | ------------------------ |
| 1    | 2007/08/03 | after school makin' love |
| 2    | 2012/04/11 | ミンちゃん               |
| 3    | 2017/09/06 | たぶん絶対               |

### 客演
| 枚数 | 発売日     | アーティスト        | タイトル                       |
| ---- | ---------- | ------------------- | ------------------------------ |
| 1    | 2013/12/18 | Cherry Brown        | よりどりみどりー＋ feat.MINT   |
| 2    | 2014/03/25 | Tribute to Sho Sato | MINT神戸                       |
| 3    | 2014/05/09 | 呂布カルマ          | キリアレヘン feat.MINT         |
| 4    | 2024/06/19 | Misaki Hinata       | Rainbow Flow feat. Minchanbaby |